# Bindji-ngusu (langue)
Pour les articles homonymes, voir Binji.
Le bindji-nugsu, aussi appelé bindi ou binji, est une langue bantoue parlée par les Bindji-Ngusu en République démocratique du Congo.

## Répartition géographique
Le bindji-ngusu est parlé principalement dans les secteurs nord, Lukibu et Mashala, du territoire de Dimbelenge en province du Kasaï central, ainsi qu’a Mulumba Nkusu dans le secteur de la Tshibungu du territoire de Demba dans la même province.
Le bindji parlé dans le secteur de la Kashindi et le secteur de l’entre Kunduye-Mialaba du territoire de Lusambo en province du Sankuru est la langue des Bindi Bambo, peuple distinct des Bindji-Ngusu, et est distinct du bindji-ngusu.

## Dialectes
L’Atlas linguistique d’Afrique centrale dénombre les variantes et dialectes suivants pour le cibíndí :
- noonóci ;
- mêmeneeshi.